# 质变
質變是指事物的本質或者性質發生的變化，是一個哲學概念。質變是與量變相對的概念。

## 質變與量變
質變與量變互相對應，而量變是事物的屬性發生較小的變化，而本質或者性質沒有發生變化。例如，冰的內能的增加，這一過程叫做量變；而在一個標準大氣壓下，且當達到攝氏0度，冰融化成水，這一過程叫做質變。隨著一個物理系統的分子數逐漸增加，可以發現只有少數分子的系統中沒有的物理現象。
由此，亦可以歸納出一個哲學概念，即量變引起質變。

## 應用
對於人類成長來說，質變可以解釋為價值觀、倫理觀，等等的變化。例如：人隨著與年齡相關的量變，會促進對執行資源進行日益優化的調整，從而在資源管理方面產生質變。
對於不同性別兒童的心理旋轉表現，亦可以稱呼為質變。

## 其他條目
- 量变